# On Through the Night
On Through the Night is het debuutalbum van de Engelse hardrockband Def Leppard. 
Het album is uitgebracht op 14 maart 1980 en geproduceerd door Tom Allom. In de Britse hitlijst behaalde het de 15e positie, en in de Billboard 200 haalde het plek 51 en heeft het inmiddels de platina status. Twee nummers op het album, "Rocks Off" en "Overture", waren eerder in eigen beheer uitgebracht op de EP The Def Leppard EP.  Er zijn drie singles van het album verschenen: "Wasted", "Hello America" en "Rock Brigade". 
Het album kreeg overwegend positieve recensies. Volgens Steve Huey van AllMusic maakte dit album de band tot een van de leidende figuren van de New Wave of British Heavy Metal. Ook de Canadese journalist Martin Popoff prees het album dat volgens hem "een van de meest gepolijste van de NWOBHM " was. 

## Tracklist
| Nr. | Titel                             | Solos                         | Duur |
| --- | --------------------------------- | ----------------------------- | ---- |
| 1.  | Rock Brigade                      | Pete Willis                   | 3:09 |
| 2.  | Hello America                     | Clark                         | 3:27 |
| 3.  | Sorrow Is a Woman                 | 1 & 3 - Clark; 2 & 3 - Willis | 3:54 |
| 4.  | It Could Be You                   | Willis                        | 2:33 |
| 5.  | Satellite                         | Willis, Clark                 | 4:28 |
| 6.  | When the Walls Came Tumbling Down | Clark                         | 4:44 |

| Nr. | Titel                | Solos                           | Duur |
| --- | -------------------- | ------------------------------- | ---- |
| 7.  | Wasted               | Clark                           | 3:45 |
| 8.  | Rocks Off            | Clark                           | 3:42 |
| 9.  | It Don't Matter      | Willis                          | 3:21 |
| 10. | Answer to the Master | Clark; Willis                   | 3:13 |
| 11. | Overture             | 1, 2 & 4 - Clark;3 & 5 - Willis | 7:44 |

## Bezetting

### Def Leppard
- Joe Elliott - zang
- Steve Clark - lead- en ritmegitaren
- Pete Willis - ritme- en leadgitaren
- Rick Savage - basgitaar, achtergrondzang
- Rick Allen - drums

### Andere muzikanten
- Chris M. Hughes - synthesizer op "Hello America"
- Dave Cousins - stem op "When the Walls Came Tumblin' Down"